# Sednoid

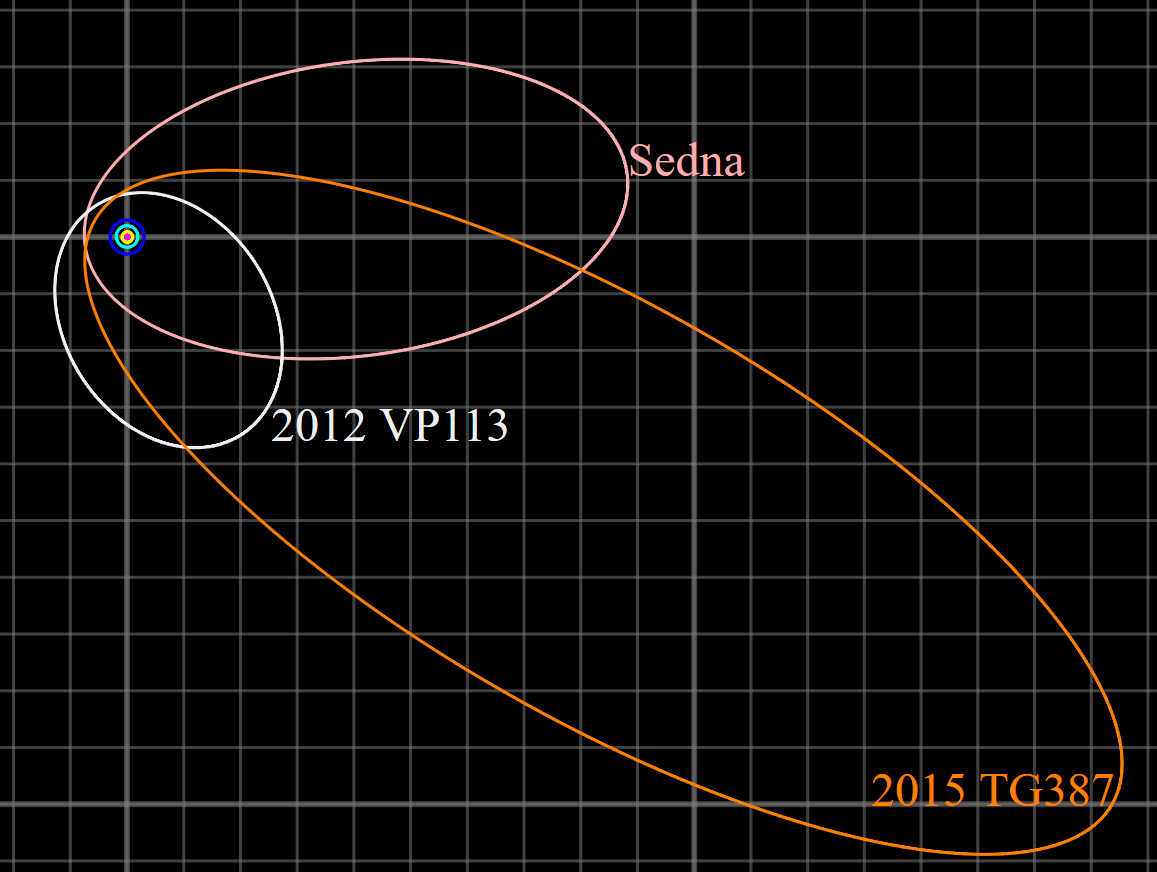
Quỹ đạo của các sednoid đã biết.

Các Sednoid là các thiên thể ngoài Hải Vương tinh với củng điểm lớn hơn 50 AU và bán trục lớn lớn hơn 150 AU. Có ba thiên thể thuộc nhóm này là 90377 Sedna, 2012 VP113 và 541132 Leleākūhonua. Tất cả trong số chúng đều có củng điểm lớn hơn 64 AU, tuy nhiên có ý kiến rằng có thể có rất nhiều thiên thể khác như vậy. Các thiên thể này nằm trong một khoảng hở gần trống rõ ràng trong Hệ Mặt Trời bắt đầu từ khoảng 50 AU. Chúng thường cùng nhóm với những vật thể tách rời. Có một vật thể khác, 2013 SY99, được cho là thuộc nhóm sednoid nhưng cuối cùng lại không phải.
Quỹ đạo của các sednoid không thể được giải thích từ sự nhiễu loạn từ những hành tinh khổng lồ. Nếu chúng hình thành từ vị trí của chúng như hiện tại, quỹ đạo của chúng phải có hình tròn từ trước. Tuy nhiên (hình phải), hiện tại quỹ đạo của chúng đều có hình elip thuôn dài ra xa.

## Các sednoid đã biết
| Sednoid             | Hình ảnh    | Đường kính (km) | Củng điểm quỹ đạo  | Viễn điểm quỹ đạo | Bán trục lớn |
| ------------------- | ----------- | --------------- | ------------------ | ----------------- | ------------ |
| 90377 Sedna         | không khung | 995 ± 80        | 76.0917 ±0.0087 AU | khoảng 936 AU     | 506.8 AU     |
| 2012 VP113          | không khung | 300–1000        | 80.424 AU          | 434.92 AU         | 257.67 AU    |
| 541132 Leleākūhonua | không khung | 220             | 65.08 ±0.21 AU     | 1955 ±187 AU      | 1010 ±97 AU  |